# فيرجينيوس براشكفيتشيوس
فيرجينيوس براشكفيتشيوس (بالليتوانية: Virginijus Praškevičius)‏ مواليد 4 مارس 1974 في كاوناس، الجمهورية الليتوانية السوفيتية الاشتراكية، الاتحاد السوفيتي، هو لاعب كرة سلة ليتواني معتزل. بدأ مسيرته الاحترافية في سنة 1993. لعب في الدوري الليتواني لكرة السلة. يبلغ طوله 6 قدم 9 بوصة (2.1 م). حقق المركز الأول في بطولة أمم أوروبا لكرة السلة 2003. اعتزل اللعب في 2011.

## المسيرة الاحترافية
لعب مع زالغيريس لكرة السلة في موسم 1997–1998، ثم لعب مع بشكتاش لكرة السلة في الدوري التركي من سنة 1998 إلى 2000، ثم لعب مع أورلاندينا باسكيت في الدوري الإيطالي في موسم 2005–2006.

## الميداليات
| الميدالية | المسابقة                         |
| --------- | -------------------------------- |
| ذهبية     | بطولة أمم أوروبا لكرة السلة 2003 |

## إحصائيات المسيرة

### الدوري الأوروبي
| السنة   | الفريق                 | لعب | بدأ | دقيقة | ميداني% | ثلاثية | حرة  | ارتداد | صنع | استلاب | تصدي | نقطة | أداء |
| ------- | ---------------------- | --- | --- | ----- | ------- | ------ | ---- | ------ | --- | ------ | ---- | ---- | ---- |
| 2001–02 | نادي أوستند لكرة السلة | 14  | 14  | 29.4  | .456    | .325   | .721 | 6.1    | 1.1 | .9     | .5   | 15.9 | 13.0 |
| 2002–03 | أولكرسبور              | 20  | 19  | 28.4  | .473    | .449   | .625 | 4.6    | 1.6 | .9     | .2   | 10.7 | 10.4 |
| 2004–05 | أولكرسبور              | 22  | 5   | 17.2  | .428    | .403   | .583 | 3.1    | .6  | .6     | .0   | 5.4  | 4.9  |
| المسيرة |                        | 56  | 38  | 24.9  | .457    | .403   | .676 | 4.4    | 1.1 | .8     | .2   | 9.9  | 8.9  |

## روابط خارجية
- فيرجينيوس براشكفيتشيوس على موقع الاتحاد الدولي لكرة السلة (الإنجليزية)
- فيرجينيوس براشكفيتشيوس على موقع الدوري الإسباني لكرة السلة (الإسبانية)
- فيرجينيوس براشكفيتشيوس على موقع كرة السلة الأوروبية.كوم (الإنجليزية)
- فيرجينيوس براشكفيتشيوس على موقع ريلجم (الإنجليزية)
- فيرجينيوس براشكفيتشيوس على موقع بروبوليرز (الإنجليزية)
- فيرجينيوس براشكفيتشيوس على موقع سبورتس رفرنس (الإنجليزية)